# Raúl Alcaíno
Raúl Abraham Alcaíno Lihn (Santiago, 24 de junio de 1953) es un ingeniero civil industrial y conductor de televisión chileno. Fue alcalde de la comuna de Santiago desde 2004 hasta 2008, siendo independiente alineado con Alianza por Chile.
Luchó en una de las batallas más emblemáticas de las elecciones municipales de 2004, cuando apoyado por su predecesor Joaquín Lavín, ganó en un estrecho margen a Jorge Schaulsohn (PPD).

## Primeros años de vida
Hijo del ingeniero Raúl Alcaíno Silva, exalcalde de San Miguel (hijo a su vez del ingeniero civil y político Abraham Alcaíno Fernández, quien fuera ministro de Obras Públicas y Vías de Comunicación durante el gobierno del presidente Juan Antonio Ríos entre 1943 y 1944, y de Sara Silva Lateste), y de Nieves Lihn Carrasco, hermana del poeta Enrique Lihn Carrasco. Estudió en el Colegio Alemán de Santiago hasta 1968, año en que ingresó a la Escuela Naval Arturo Prat, donde estuvo durante dos años, hasta su egreso para ingresar a la Escuela de Ingeniería de la Universidad de Chile, obteniendo el título de Ingeniero Civil Industrial en 1979.

### Matrimonios e hijos
Casado por segunda vez desde 2009 con la periodista Carmen Gloria López. Tiene tres hijas de su anterior matrimonio con Esperanza Cueto: Esperanza, Nieves y Elisa Alcaíno Cueto.

## Carrera profesional
Inició su carrera formando la empresa constructora Resiter Ltda. junto al empresario Álvaro Fischer. Poco después formó Resiter y Cía., empresa dedicada al manejo de residuos ambientales, al mismo tiempo que se dedica al negocio inmobiliario. Por esta época se asoció también con un grupo de médicos, inaugurando la Clínica Las Nieves, ejerciendo como administrador de esta durante dos años. También ejerció los cargos de Director del Instituto de Ingenieros de Chile, Consejero del Colegio de Ingenieros de Chile, Presidente de la especialidad Industrial del Colegio de Ingenieros de Chile, Director de Chile ante la Unión Panamericana de Ingenieros (UPADI), Presidente del Club de Golf Valle Escondido y Director de LAN Chile.
Como empresario ha participado como socio de distintas empresas, tales como Rister Argentina S.A., Resinas y Terpenos Rister S.A., Azul Asesorías Ltda., Sociedad de Inversores VAR-CO Ltda. e Inversiones Casablanca. También ha sido Director de la Empresa de Transportes Clima Ltda., Factoring SMB y del Centro Cultural Balmaceda, así como Presidente de Sandrico S.A. y Le Grand Chic Ltda.
Alcaíno ha recibido el premio al Mejor Ingeniero Industrial, otorgado por el Colegio de Ingenieros de Chile, y el premio al Creador de Empresas del Año, otorgado por la Fundación Chile.

#### Televisión
En 1991 inicia lo que sería una extensa carrera televisiva, primero en el canal La Red, y luego en Canal 13, donde fue conductor de varios programas, entre ellos Noche de ronda y El lunes sin falta, y en Chilevisión, donde animó Amigas y Amigos.

## Carrera política
En 2004 se postuló como candidato independiente a alcalde por la comuna de Santiago, dentro de la coalición Alianza por Chile y apoyado por el entonces alcalde de la misma comuna Joaquín Lavín. La contienda electoral fue calificada por Joaquín Lavín como «la madre de todas las batallas» (por el hecho de ser la comuna de Santiago una comuna emblemática electoralmente). La elección de contrincante por parte de la Concertación fue tormentosa, debido a la disputa entre la DC y el PPD. Finalmente, la DC aceptó presentar como candidato a Jorge Schaulsohn (del PPD) a cambio de "recibir" veinticuatro comunas como "canje". Luego de una fuerte lucha mediática, Raúl Alcaíno venció a Jorge Schaulsohn por un estrecho margen, y considerada una real victoria por la coalición Alianza por Chile a la oficialista Concertación debido al intenso trabajo que desplegaron ambas carteras.
Uno de sus más cercanos colaboradores fue Felipe Alessandri Vergara.

## Historial electoral
- Elecciones municipales de 2004, para la alcaldía de Santiago [5]

| Candidato                | Pacto                     | Partido | Votos  | %     | Resultado |
| ------------------------ | ------------------------- | ------- | ------ | ----- | --------- |
| Raúl Alcaíno Lihn        | Alianza                   | Ind.    | 53 063 | 49,04 | Alcalde   |
| Jorge Schaulsohn Brodsky | Partido por la Democracia | PPD     | 49 531 | 45,78 |           |
| Amaro Labra Sepúlveda    | Juntos Podemos            | Ind.    | 5606   | 5,18  |           |